# کاسناکووو
کاسناکووو (به بلغاری: Kasnakovo) یک منطقهٔ مسکونی در بلغارستان است که در شهرستان دیمیترووگراد واقع شده‌است.